# Lityn
Lityn (ukr. Літин) – osiedle typu miejskiego w obwodzie winnickim na Ukrainie, siedziba władz rejonu lityńskiego.

## Historia
Był miastem królewskim Korony Królestwa Polskiego.
Pierwsza wzmianka o położonej nad rzeką Zhar miejscowości pochodzi z 1431, z dokumentu księcia Swidrygiełły. Własność Lityńskich, a potem Kmitów. Od 1566 własność królewska i siedziba starostwa lityńskiego. Miejscowość w 1672 roku została zajęta przez Turków. W 1919 w pogromie oddziały ukraińskie zabiły 120 żydowskich mieszkańców Litynia. 
Podczas okupacji hitlerowskiej, 18 grudnia 1941 roku Niemcy utworzyli dwa getta dla żydowskich mieszkańców. Przebywało w nich około 2200 osób. 13 września 1943 roku Niemcy zlikwidowali getta, a Żydów zamordowali. Sprawcami zbrodni było Einsatzkommando 5, Gestapo z Winnicy, niemiecka żandarmeria oraz ukraińska policja. 
Obecnie miejscowość liczy około 7000 mieszkańców.

## Zamek
W 1616 roku odnotowano obecność zbudowanego „na kępie” zamku. W lustracji z 1787 roku wspomniano, że zamek posiadał dwupiętrową bramę, dziedziniec i rezydencję starosty. Zamek miał kilkanaście hakownic.